# Makino Tomoaki
Makino Tomoaki (sinh ngày 11 tháng 5 năm 1987) là một cầu thủ bóng đá người Nhật Bản.

## Đội tuyển bóng đá quốc gia Nhật Bản
Makino Tomoaki thi đấu cho đội tuyển bóng đá quốc gia Nhật Bản từ năm 2010.

## Thống kê sự nghiệp
| Đội tuyển bóng đá Nhật Bản | Đội tuyển bóng đá Nhật Bản | Đội tuyển bóng đá Nhật Bản |
| Năm                        | Trận                       | Bàn                        |
| -------------------------- | -------------------------- | -------------------------- |
| 2010                       | 4                          | 0                          |
| 2011                       | 4                          | 0                          |
| 2012                       | 3                          | 1                          |
| 2013                       | 3                          | 0                          |
| 2014                       | 3                          | 0                          |
| 2015                       | 3                          | 1                          |
| Tổng cộng                  | 17                         | 2                          |

### Bàn thắng quốc tế
| #  | Ngày                 | Địa điểm                                            | Đối thủ | Bàn thắng | Kết quả | Giải đấu |
| -- | -------------------- | --------------------------------------------------- | ------- | --------- | ------- | -------- |
| 1. | 24 tháng 2 năm 2012  | Sân vận động Yanmar Nagai, Ōsaka, Nhật Bản          | Iceland | 3–0       | 3–1     | Giao hữu |
| 2. | 11 tháng 6 năm 2015  | Sân vận động Quốc tế Yokohama, Yokohama, Nhật Bản   | Iraq    | 2–0       | 4–0     | Giao hữu |
| 3. | 10 tháng 11 năm 2017 | Sân vận động Pierre-Mauroy, Villeneuve-d'Ascq, Pháp | Brasil  | 1–3       | 1–3     | Giao hữu |
| 4. | 27 tháng 3 năm 2018  | Sân vận động Maurice Dufrasne, Liège, Bỉ            | Ukraina | 1–1       | 1–2     | Giao hữu |